# Rudno (powiat toruński)
Rudno – kolonia w Polsce położona w województwie kujawsko-pomorskim, w powiecie toruńskim, w gminie Czernikowo.
W latach 1975–1998 kolonia administracyjnie należała do województwa włocławskiego.